# Estación Chagres
Chagres es una estación ferroviaria que formó parte del ramal Llay Llay-Los Andes de la Empresa de los Ferrocarriles del Estado. Actualmente los servicios de pasajeros ya no operan.